# 海上村 (千葉県海上郡)
海上村（うなかみむら）は、千葉県海上郡に存在した村。現在の銚子市の、おおむね松岸駅と椎柴駅・猿田駅の間の沿線に位置していた。
海上は広域地名であり、1954年から2005年まで存在した海上町（現旭市）は本村と位置も異なる別の自治体である。銚子市立海上小学校などにその名をとどめている。

## 地理
現在の銚子市の北西部に位置する。
- 村は利根川の南岸に位置している。
- 村域は台地と平地が入り組む谷戸が多い地形になっている。

## 歴史
- 1889年（明治22年）4月1日 - 町村制施行に伴い、松岸村、垣根村、四日市場村、余山村、柴崎村、高野村、三宅村、赤塚村が合併して発足。
- 1937年（昭和12年）2月11日 - 銚子市に編入され、消滅。

| 1868年 以前 | 1868年 以前 | 明治22年 4月1日 | 昭和12年 2月11日 | 現在   |
| ----------- | ----------- | --------------- | ---------------- | ------ |
|             | 松岸村      | 海上村          | 銚子市 に編入    | 銚子市 |
|             | 垣根村      | 海上村          | 銚子市 に編入    | 銚子市 |
|             | 四日市場村  | 海上村          | 銚子市 に編入    | 銚子市 |
|             | 余山村      | 海上村          | 銚子市 に編入    | 銚子市 |
|             | 柴崎村      | 海上村          | 銚子市 に編入    | 銚子市 |
|             | 高野村      | 海上村          | 銚子市 に編入    | 銚子市 |
|             | 三宅村      | 海上村          | 銚子市 に編入    | 銚子市 |
|             | 赤塚村      | 海上村          | 銚子市 に編入    | 銚子市 |

## 人口・世帯

### 人口
総数 [単位： 人]
| 1891年（明治24年） | 2,844 |
| 1908年（明治41年） | 3,035 |
| 1920年（大正 9年） | 2,947 |

### 世帯
総数 [単位： 世帯]
| 1920年（大正 9年） | 531 |

## 交通

### 鉄道
- 日本国有鉄道（ → 東日本旅客鉄道）
  - ■総武本線
  - ■成田線
    - 松岸駅

駅の所在地は旧西銚子町である。